# 塞梅杜貝 (里夫內州)
50°20′28″N 25°48′53″E / 50.34111°N 25.81472°E
塞梅杜貝（烏克蘭語：Семидуби），是烏克蘭西部里夫內州杜布諾區的村落，也是同名市鎮的行政中心，距離杜布諾約9公里，距離里夫內約55公里，距離盧茨克約64公里，始建於1559年，面積102平方公里，海拔高度212米，2001年人口802，人口密度每平方公里7.86人。